# 天下圖控股
天下圖控股有限公司，簡稱天下圖控股（英語：Peace Map Holding Limited，港交所除牌前：0402），在2006年，於北京（總部）成立「北京天下图数据技术有限公司」。
現時業務在中國內地經營國家甲級攝影測量與遙感、甲級地理信息工程、甲級測繪航空攝影、甲級互聯網地圖服務資質，甲級地圖編制、甲級工程測量資質和乙級地籍測繪資質，和經營蒙古礦務。
該公司於2010年8月31日，由明興水務控股有限公司更名而來，前身為「蒙古投資集團有限公司」。
在2013年9月2日，天下圖控股以354,350,000港元，把旗下明興水務渠務工程有限公司所有企業出售予原秋明家族。
2020年8月3日上午9時起，天下圖控股因為自2018年8月13日起已暫停買賣，而且未能於2020年2月12日或之前復牌，期間天下圖控股曾經覆核上市委員會的決定但失敗，於是聯交所根據《上市規則》第6.01A條將公司除牌。

## 相關資料
- 天下圖蓄勢突破（页面存档备份，存于）（摘自信報）